# Норбело
Норбело (итал. Norbello) је насеље у Италији у округу Ористано, региону Сардинија.
Према процени из 2011. у насељу је живело 1115 становника. Насеље се налази на надморској висини од 316 м.

## Становништво
Према резултатима пописа становништва 2011. у општини је живело 1.178 становника.
| 1931. | 1936. | 1951. | 1961. | 1971. | 1981. | 1991. | 2001. | 2011. |
| ----- | ----- | ----- | ----- | ----- | ----- | ----- | ----- | ----- |
| 963   | 999   | 1.221 | 1.102 | 1.005 | 954   | 1.192 | 1.223 | 1.178 |